# Кубок Шпенглера 1924
Кубок Шпенглера 1924 — 2-й турнір Кубок Шпенглера, що проходив у швейцарському місті Давос в період з 26 по 31 грудня 1924 року.
Брали участь 15 клубів, переможцем став німецький клуб СК Берлін.

## Чвертьфінали
- СК Берлін —  ХК «Енгельманн» 9:0
- Вінер ЕВ —  СК «Цюрих» 6:0
- СК Ріссерзеє —  «Давос» 2:6

## Півфінали
- Команда Оксфордського університету —  «Давос» 0:3
- СК Берлін —  Вінер ЕВ 3:2

## Матч за 3-є місце
- Команда Оксфордського університету —  Вінер ЕВ 5:0

## Фінал
- «Давос» —  СК Берлін 2:5